# With U (빅뱅의 노래)
〈With U〉은 대한민국의 음악 그룹 빅뱅의 노래이다. 일본에서 두 번째 미니 앨범 With U의 타이틀곡으로 2008년 5월 28일 발매되었다. 빅뱅의 리더 G-Dragon과 Perry가 공동 작사, 작곡한 곡으로 세련되고 감각적인 팝 스타일의 노래이다.
뮤직 비디오는 2008년 3월, 일본 도쿄 JCB홀에서 열린 단독 콘서트에서 "With U"의 뮤직 비디오를 선공개하였으며,  배우 오연서가 출연하였다.